# Lanjaghbyur
Lanjaghbyur (en arménien Լանջաղբյուր ; jusqu'en 1950 Kyuzajr) est une communauté rurale du marz de Gegharkunik, en Arménie. Fondée en 1828, elle compte 2 501 habitants en 2008.